# Rue de la Tour-des-Pêcheurs
La rue de la Tour-des-Pêcheurs  est une voie de Strasbourg située dans le quartier de la Krutenau. 

## Situation et accès
Dans le prolongement de la rue Prechter, elle va de la rue Fritz-Kiener au no 16 du boulevard de la Victoire.
Longeant le lycée Jean-Rostand au sud, elle épouse l'alignement des bâtiments scolaires, formant ainsi un coude à angle droit en direction du boulevard.

## Histoire et origine du nom
En 1652 et en 1717 l'emplacement est identifié comme Bei der Begräbnis, c'est-à-dire « près du cimetière » (de l'église Saint-Étienne).
Au XIXe et au début du XXe siècle on parle du « quartier Saint-Nicolas » (1817, 1920), de l'impasse du Rempart (1858), de St. Nikolaus-wallsgässchen (1858), Nicolauskasernengasse (1872, 1904,  1940), Niclauswallgässchen (1880). Ces dénominations font écho à l'ancien couvent Saint-Nicolas-aux-Ondes, fondé au XIIIe siècle, et souvent, plus précisément, aux casernes du même nom, érigées sur cet emplacement. Très long et très grand, le bâtiment de la Grande caserne est érigé entre 1780 et 1784. Il fait l'objet de nombreuses transformations et extensions. Vers 1860 plusieurs maisons de la rue sont démolies pour permettre son agrandissement.

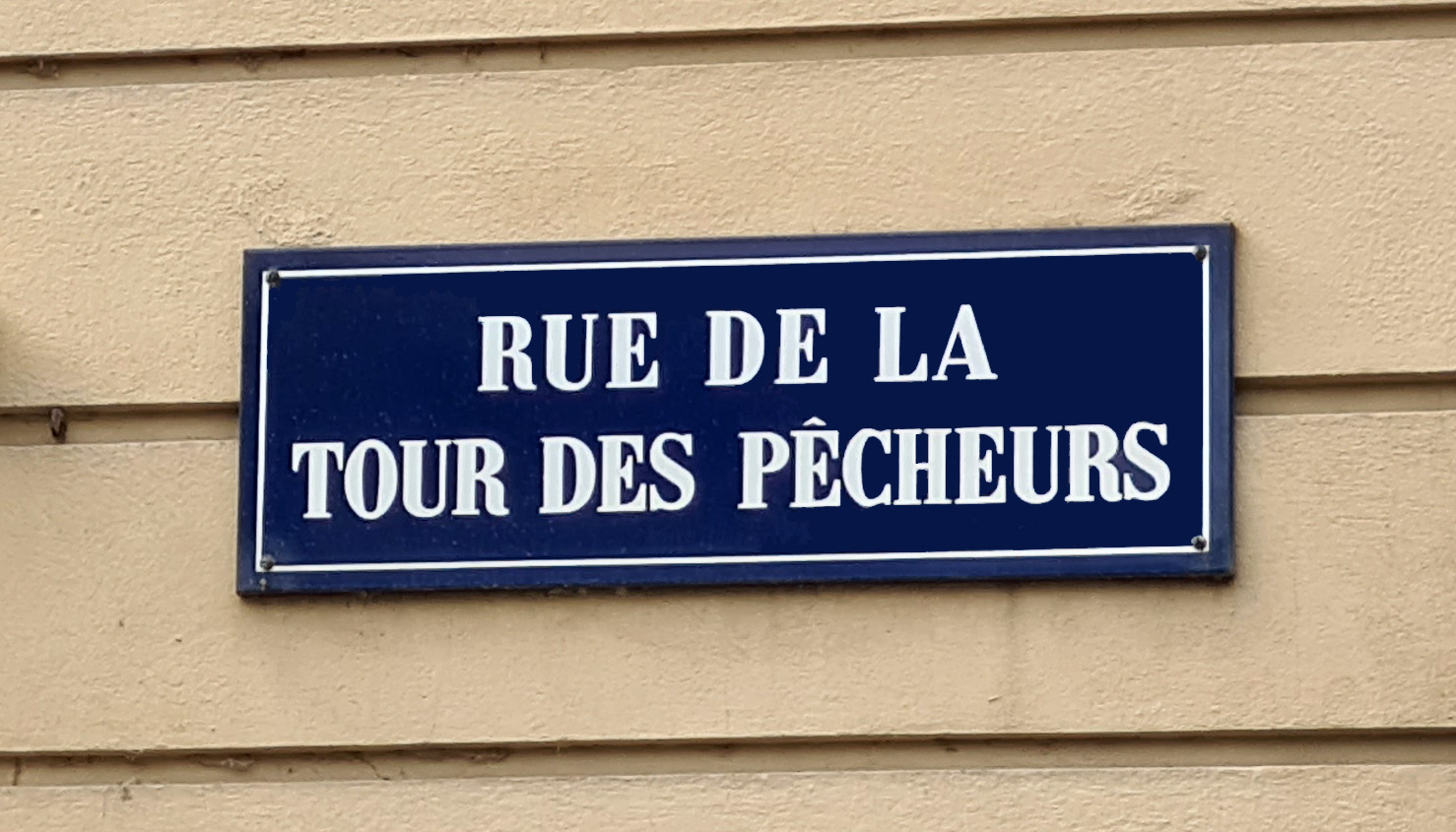
Plaque.

Après la Seconde Guerre mondiale les bâtiments sont occupés successivement par différents établissements de formation scolaire ou professionnelle. À partir de 1963, le lycée Jean-Rostand dispose de la totalité des bâtiments.
En 1972 on trouve l'appellation « rue de la Tour-des-Pêcheurs », qui fait probablement référence à la tour-porte des Pêcheurs du XIVe siècle dominant la sortie nord de la ville.

## Bâtiments remarquables
Au sud, le côté pair de la rue est occupé par le lycée Jean-Rostand.
Les bâtiments du côté impair datent du XIXe siècle. Auparavant les maisons situées au nord longeaient l'ancien cimetière de Saint-Étienne. 

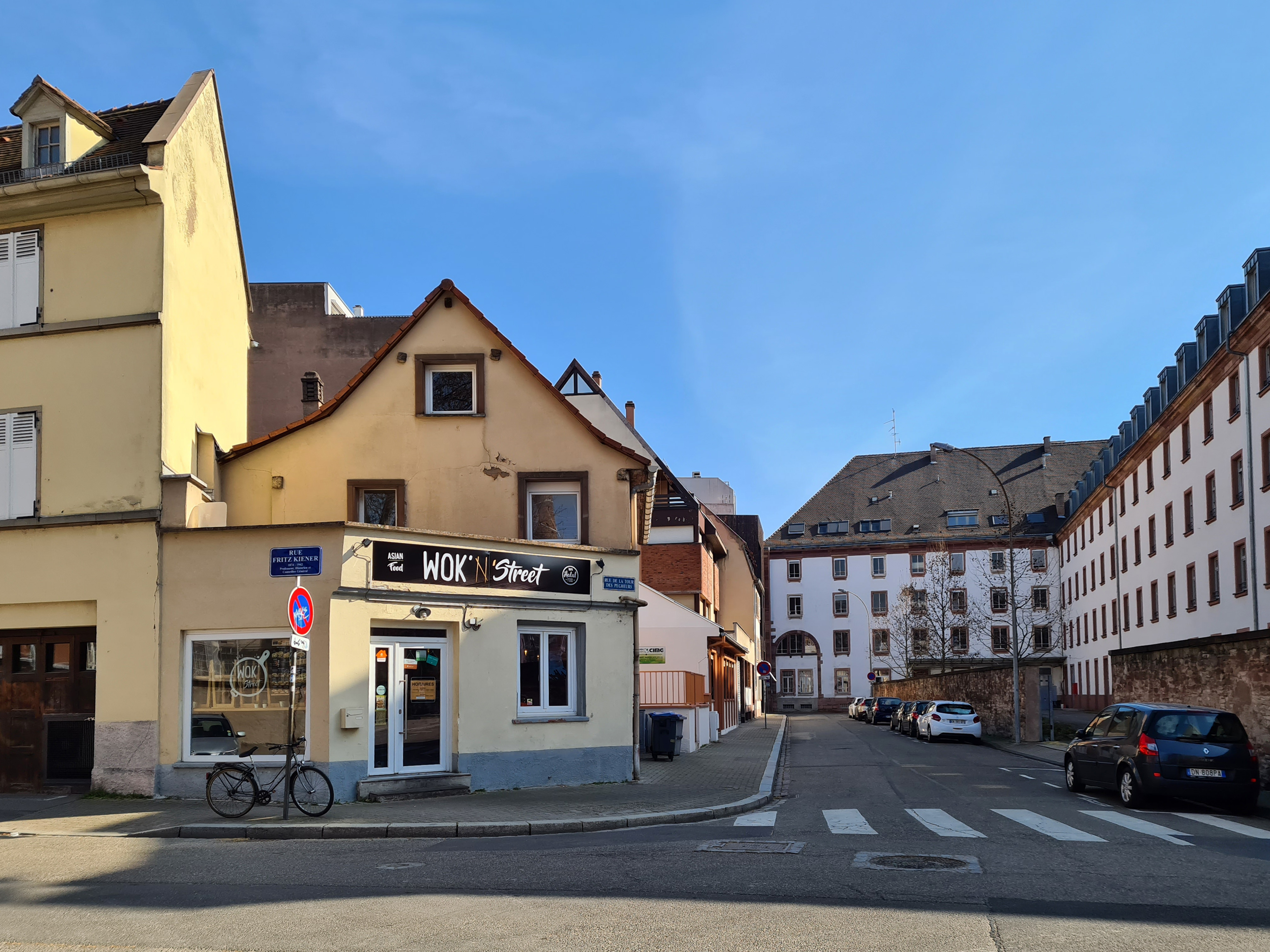
Maison à l'intersection de la rue Fritz-Kiener. À droite, le lycée.
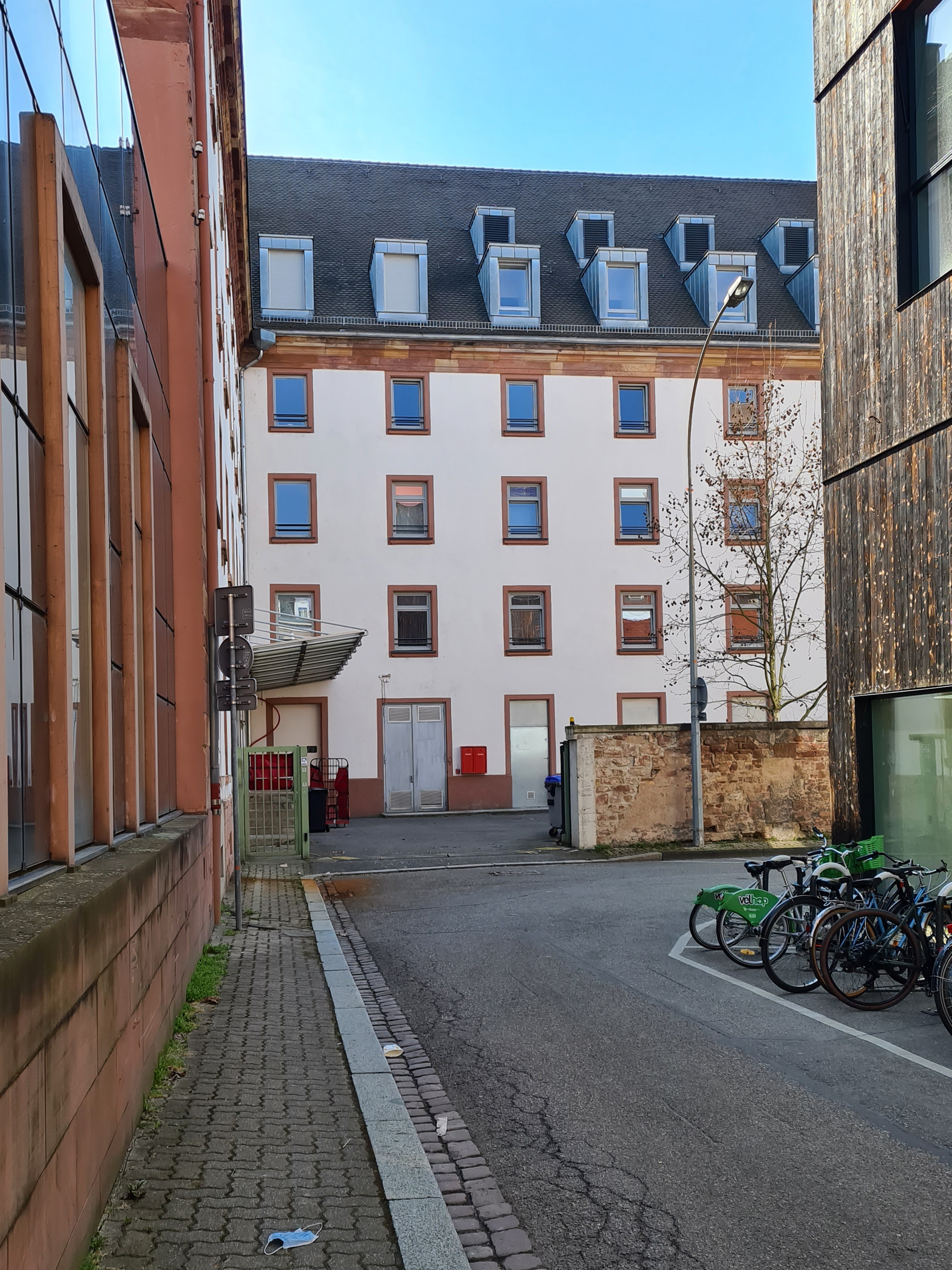
Coude à angle droit.
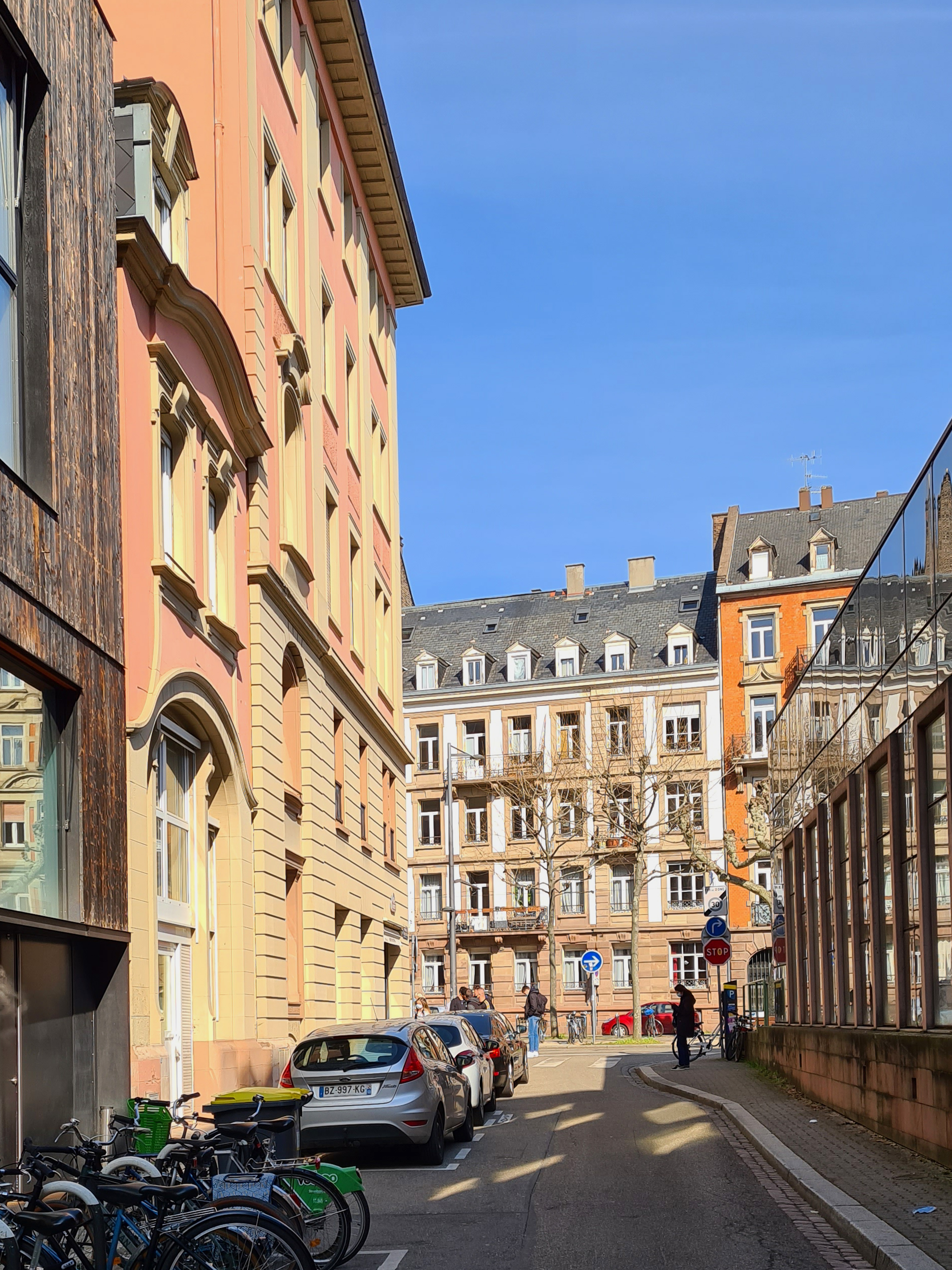
Vers le boulevard de la Victoire.
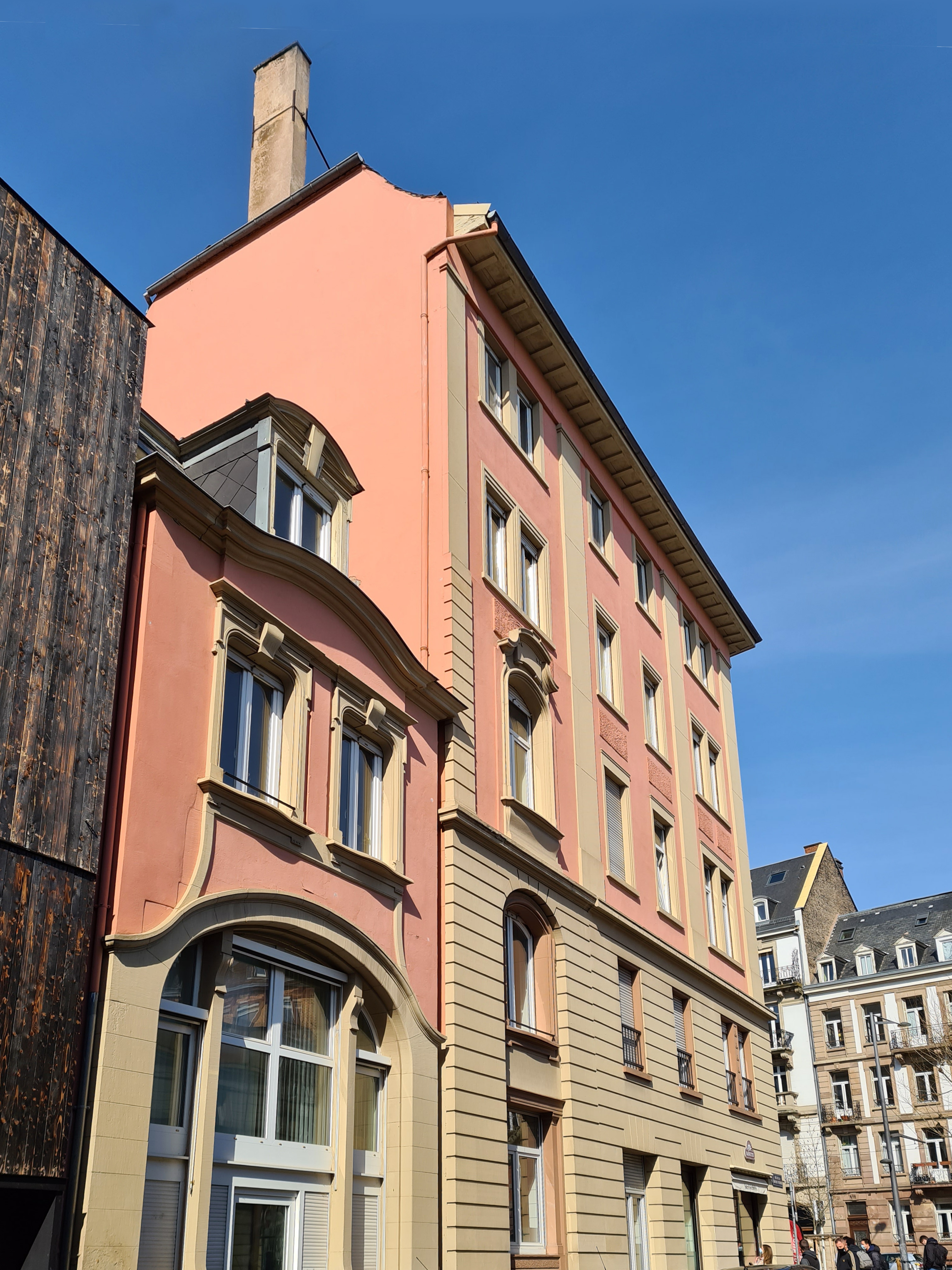
no 16, boulevard de la Victoire[7].

nos 5-7En 1976, la première mosquée turque de la ville (Al-Fateh) est inaugurée à cet endroit.